# Прапор Балти
Пра́пор Ба́лти — офіційний символ міста Балта Одеської області, затверджений 21 липня 2011 р. рішенням сесії Балтської міської ради.

## Опис
Квадратне полотнище розділене навкіс від вільного верхнього кута на три частини — білу, червону і синю. В центрі червоної смуги жовтий сніп пшениці з кадуцеєм.